# مضاد ميكروبات شرجي
مضاد الميكروبات الشرجي هو مضاد جراثيم للاستخدام ضمن المستقيم. غالبًا ما يكون هذا المنتج عبارة عن هلام موضعي يتم إدخاله في فتحة الشرج فيكون بمثابة حماية ضد الإصابة بالأمراض المنقولة جنسيًا أثناء ممارسة الجنس الشرجي.
بالإضافة إلى مضادات الميكروبات المهبلية، تعد مضادات الميكروبات الشرجية حاليًا هدف البحث الطبي الرئيسي حول مبيدات الميكروبات المستخدمة للأمراض المنقولة جنسيًا، لتحديد الظروف التي توفر ضمنها الحماية ضد العدوى بالإضافة إلى درجة هذه الحماية.
في حالات أقل شيوعًا، قد تُستخدم مضادات الميكروبات الشرجية لأغراض أخرى؛ مثلًا، يمكن استخدامها لعلاج بعض الحالات الطبية كما تُستخدم التحاميل.

## التاريخ
ركز التطوير المبكر لمضادات الميكروبات الموضعية بدءًا من عام 1998 تقريبًا على منع انتقال فيروس العوز المناعي البشري أثناء الجنس المهبلي. يفتقر المجال بأكمله إلى إثبات مفهوم مضاد الميكروبات المهبلي. اعتبارًا من عام 2008، أُدخل 16 مضاد ميكروبات موضعي في المرحلة الأولى أو الثانية من التجارب السريرية ووُضع 7 منها ضمن تجربة إضافية. أظهرت الدراسات السابقة نتائج واعدة في مجالات بحثية جديدة وأعطت نتائج مخيبة للآمال بالنسبة لمنتجات الجيل الأول، إذ لم تظهر المؤثرات السطحية مثل نونوكسينول-9 ومثبطات المدخل مثل الكاراجينان أي فعالية في الوقاية من فيروس العوز المناعي البشري وارتبطت بخطر الالتهاب الذي زاد من خطر الإصابة بفيروس العوز المناعي البشري في بعض الظروف.
في عام 1998، لاحظ الباحثون أن الرجال المثليين يستخدمون منتجات تحتوي على النونوكسينول-9 كجزء من استراتيجيتهم للوقاية من العدوى رغم عدم وجود دليل على فعاليته أو أي بيانات أمان لهذه الممارسة. في ذلك الوقت، كان العقار قيد التقييم باعتباره مضاد ميكروبات مهبلي.
بسبب أوجه التشابه المتوقعة بين فعالية مضادات الميكروبات المهبلية والشرجية، دعا بعض الباحثين إلى اختبار جميع مضادات الميكروبات المهبلية للتأكد من فعاليتها عند استخدامها عن طريق المستقيم.

## الدافع
هناك سببان أساسيان لإجراء بحوثات حول مضادات الميكروبات الشرجية وتطويرها للوقاية من فيروس العوز المناعي البشري:
- يعتبر الجنس الشرجي سلوك بشري طبيعي ويمارسه في جميع أنحاء العالم نحو 5-10% من الرجال والنساء والمتحولين جنسيًا مع شركاء من الجنس المغاير أو من نفس الجنس.
- يسبب الجنس الشرجي غير المحمي خطرًا للإصابة بفيروس العوز المناعي البشري أكثر بـ10-20 مرة مقارنةً بالجنس المهبلي غير المحمي. يشير هذا إلى أن الجنس الشرجي غير المحمي يلعب دورًا مهمًا في جائحة فيروس العوز المناعي البشري.[4][5]

بدأت الدعوات المتضافرة لإجراء بحوث وتطوير مضادات ميكروبات شرجية آمنة وفعالة ومقبولة ويمكن الوصول إليها في عام 2005، عندما تأسست منظمة المدافعين الدوليين عن مضادات الميكروبات الشرجية مع زملائهم الذين يمثلون مؤسسة الإيدز في شيكاغو والجمعية الكندية لمكافحة الإيدز وبرنامج تعبئة المجتمع لفيروس العوز المناعي البشري/الإيدز والحملة الدولية لمضادات الميكروبات.
عززت الأُطر السياسية والاجتماعية والثقافية استبعاد مفهوم مضادات الميكروبات الشرجية. أدى انتشار رهاب المثلية في جميع أنحاء العالم إلى نقص الاهتمام وعوز الموارد الكافية المخصصة للرجال المثليين وغيرهم من الرجال الذين يمارسون الجنس مع الرجال رغم العبء الكبير لفيروس العوز المناعي البشري الذي تحمله هذه الفئة من السكان. قلة يعرفون، أو أقروا، أن الجنس الشرجي هو ممارسة منتشرة بين الجنسين، رجالًا ونساءً، والرجال المثليين وغيرهم من الرجال الذين يمارسون الجنس مع الرجال، بالإضافة إلى المتحولين جنسيًا. نتيجةً لذلك، أحالت الافتراضات الخالية من الأدلة الطريق الشرجي من مجال مضادات الميكروبات إلى زاوية صغيرة ومظلمة.
انتقل المجال من مجرد كونه مرافقًا للدراسات حول الطريق المهبلي إلى موضع بحث في حد ذاته. يعود ذلك إلى حفنة من العلماء من أصحاب الرؤية والشغف والمثابرة، والتمويل من الولايات المتحدة (التي دعمت نحو 97% من جميع الأبحاث حول مضادات الميكروبات الشرجية)، بالإضافة إلى المشاركة المتزايدة من قبل المجتمع.

## الاستخدام
يمكن أن تقلل مضادات الميكروبات الشرجية من خطر انتقال فيروس العوز المناعي البشري أثناء الجنس الشرجي، خاصةَ أثناء ممارسة الجنس دون استخدام الواقي الذكري.
درس الباحثون إمكانية استخدام المزلقات الدهنية كوسيلة لإيصال مضاد الميكروبات إلى المستقيم.

## الثقافة
واجهت البحوثات حول مضادات الميكروبات الشرجية والتمويل لدراسة استخدامها كأدوات للصحة العامة عوائق تاريخية بسبب تحريم مناقشة الصحة الشرجية والجنس الشرجي. أفاد الباحثون بأنهم غير راغبين في طلب تمويل «البحث الشرجي» بسبب التحيز ضد أي شيء له علاقة بفتحة الشرج، وقد واجه كتاب السياسة العامة في بعض الحالات معارضة تجاه تعزيزهم النقاش حول المواضيع المتعلقة بالشرج.

## المستقبل
يحاول العلماء في مجلس السكان تطوير مضاد ميكروبات آمن وفعال سواء في المهبل أو في المستقيم. أجروا عملًا سابقًا على منتج مركب يحتوي على مادة إم آي في-150 (إيه آر في تجريبي) وخلات الزنك وجل الكاراجينان. يعتمد استمرار تقييم هذا المزيج على التمويل.